# Circuito impresso
Os circuitos impressos ou placas de circuito impresso (PCI), também referidos pelas siglas PCB ou PCBA (em inglês, printed circuit board ou printed circuit board assembly), foram criados em substituição às antigas pontes de terminais, onde se fixavam os componentes eletrônicos, em montagem conhecida, no jargão de eletrônica, como "montagem aranha", em razão da sua aparência final, onde existiam principalmente válvulas eletrônicas e seus múltiplos pinos terminais do soquete de fixação. Esses circuitos suportam mecanicamente e conectam eletricamente componentes eletrônicos usando trilhas, pads e outros, gravados em folhas de cobre laminado, em um substrato não condutor.
O circuito impresso consiste de uma placa isolante de fenolite, fibra de vidro, fibra de poliéster, filme de poliéster, filmes específicos à base de diversos polímeros, entre outros, que possuem a superfície com uma, duas ou mais faces, revestida por fina película de cobre, constituindo as trilhas condutoras, revestidas por ligas à base de ouro, níquel, estanho, chumbo ou verniz orgânico (OSP), entre outros, que representam o circuito onde serão soldados e interligados os componentes eletrônicos.
Um circuito impresso mínimo com um único componente usado para prototipagem é chamado de placa de breakout.
Os circuitos impressos são usados em quase todos os produtos eletrônicos. Alternativas a estes incluem fio revestido e construção ponto a ponto. Exigem um esforço no design adicional para estabelecer o circuito, mas a fabricação e a montagem podem ser automatizadas.
Os circuitos impressos podem também ser constituídos de quatro, seis, oito ou mais faces condutoras, chamadas de multilayers (multicamadas).

## História
O desenvolvimento dos métodos usados nos circuitos impressos modernos começou no inicio do século XX. Em 1903, um inventor alemão Albert Hanson descreveu folhas laminadas para uma placa isoladora, em múltiplas camadas. Thomas Edison experimentou métodos químicos para galvanização de condutores em um papel de linho em 1904. Arthur Berry, em 1913, patenteou um método de impressão e gravação (print-and-etch) no Reino Unido. Charles Ducas, em 1927, patenteou um método de galvanoplastização de padrões de circuitos.
O engenheiro austríaco Paul Eisler inventou o circuito impresso como parte de um rádio, enquanto trabalhava no Reino Unido, no final da década de 1930. Em 1941, um circuito impresso multicamadas foi usado na Alemanha para influenciar magneticamente minas navais. Por volta de 1943, os EUA começaram a usar a tecnologia em larga escala, visando a produção de mísseis de curto alcance, que foram usados na Segunda Guerra Mundial.
Durante a Segunda Guerra, o desenvolvimento de mísseis antiaéreos necessitava de um circuito eletrônico que pudesse suportar o impacto de ser disparado e que pudesse ser produzido em grande quantidade. O Centralab Division of Globe Union enviou uma proposta que cumpria esses requisitos: uma superfície de cerâmica seria revestida com tinta metálica, para os condutores, e com carbono, para os resistores, com capacitores de cerâmica. A técnica se mostrou viável, o que resultou na patente do processo.
Desde 1980, a técnica de montagem em superfície vem sendo usada no lugar dos componentes through-hole. Isso leva a menores placas, para determinada função, e a baixos custos de produção.

## Design
Inicialmente, as PCBs eram projetadas manualmente, criando uma fotomáscara em uma folha de mylar claro, geralmente em tamanho equivalente a duas ou quatro vezes o tamanho real. Partindo do diagrama esquemático, as pads dos pinos do componente eram dispostas no mylar e, em seguida, os traços eram encaminhados para ligar as pads. Traços eram feitos com fita autoadesiva. Para fabricar a placa, a fotomáscara foi reproduzida fotolitograficamente sobre um revestimento de fotorresistência nas placas em branco, revestidas com cobre.
Circuitos impressos modernos são projetados com software de layout dedicado, geralmente nos seguintes passos:
1. Captura esquemática através de uma ferramenta de automação de projeto eletrônico;A imagem à esquerda mostra um layout de uma PCB feito no computador; e no lado direito, o mesmo layout, mas já impresso na placa eletrônica

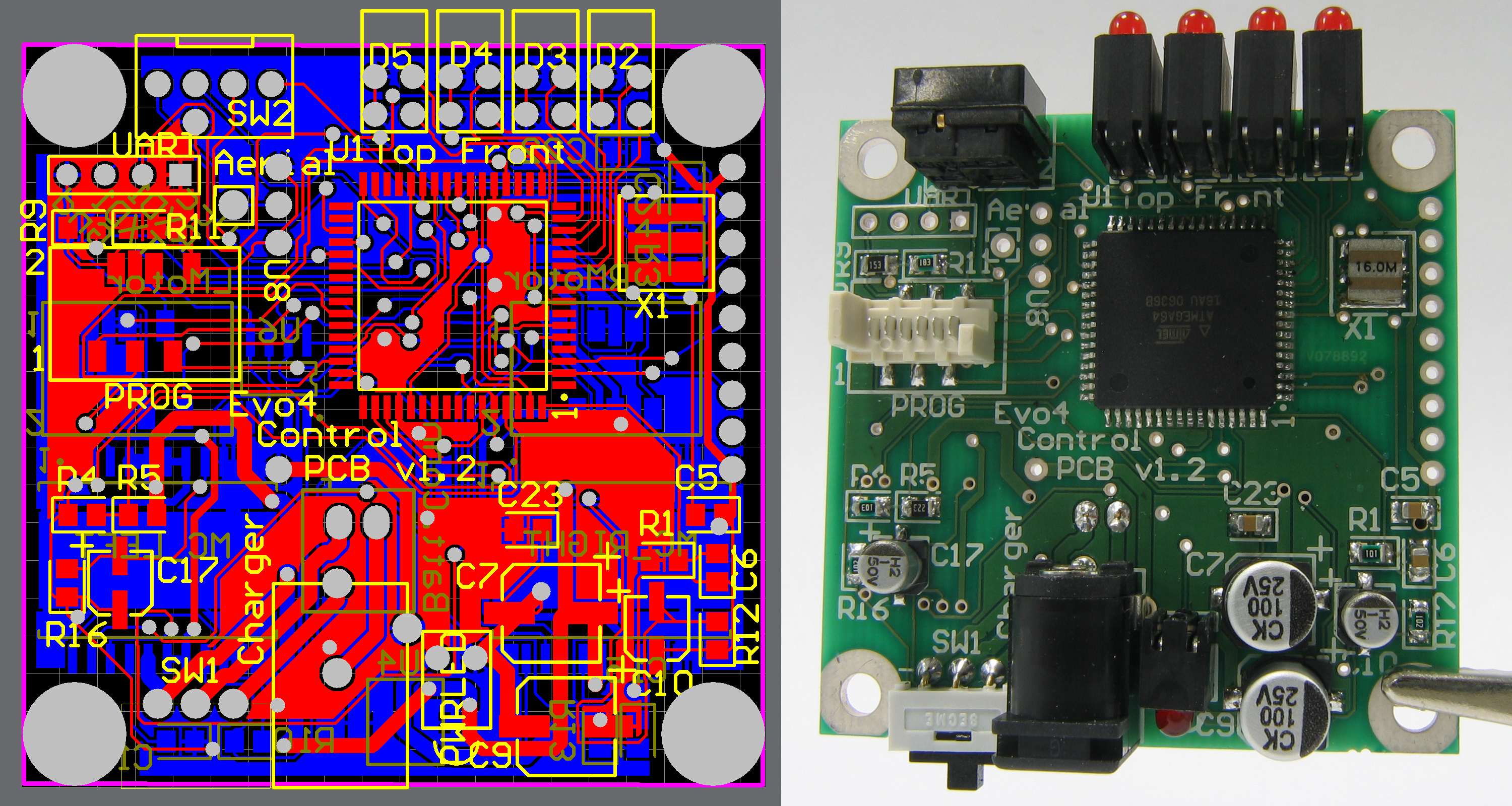
A imagem à esquerda mostra um layout de uma PCB feito no computador; e no lado direito, o mesmo layout, mas já impresso na placa eletrônica

2. As dimensões e o modelo do cartão são decididos com base no circuito necessário e no caso do circuito impresso;
3. As posições dos componentes e dissipadores de calor são determinadas;
4. A camada de pilha do circuito impresso é composta com uma a dezenas de camadas, dependendo da complexidade. Os planos terrestres e de potência são decididos. Um plano de potência é a contrapartida de um plano de aterramento; e se comporta como um sinal AC de terra, enquanto fornece alimentação DC para os circuitos montados no circuito impresso. As interligações de sinais são traçadas nos planos de sinal, que podem estar tanto nas camadas externas como internas. Para um ótimo desempenho da interferência eletromagnética, os sinais de alta frequência são encaminhados em camadas internas entre os planos de potência ou terra;[8]
5. A impedância da linha é determinada usando a espessura da camada dielétrica, espessura de cobre de roteamento e largura de traço. A separação de rastreamento também é levada em conta no caso de sinais diferenciais. Microstrip, stripline ou stripline duplo pode ser usado para encaminhar sinais;
6. Os componentes são colocados. Considerações térmicas e geometria são consideradas. Vias e terras estão marcadas;
7. Rastreamentos de sinal são roteados. Ferramentas de automação de design eletrônico geralmente criam folgas e fazem conexões na alimentação e no plano de terra automaticamente;
8. Arquivos Gerber são gerados para a fabricação.[9]

## Fabricação
A fabricação de PCI's consiste de diversos passos:

### PCI FAC (Fabricação assistida por computador)
A fabricação inicia com os dados de fabricação da PCI gerados por um design feito em computador (Gerber layer images, Gerber ou Excellon drill files, IPC-D-356 netlist) e informação dos componentes. Os arquivos do Gerber ou Excellon nunca são usados diretamente na fabricação do equipamento, e sim no software FAC, que realiza as seguintes funções:
1. Entrada dos dados de fabricação;[10]
2. Verificação dos dados;
3. Compensação de desvios no processo de fabricação (ex.: compensação de escala para distorções durante a laminação);
4. Panelização;
5. Saída das ferramentas digitais (padrões de cobre, imagem resistiva da solda, imagem legendada, arquivos da perfuração, dados para inspeção ótica automatizada, arquivos de testes elétricos, etc.).[10]

### Panelização
Panelização é um procedimento onde um número de PCIs são agrupados para fabricação em uma placa maior - o painel. Geralmente o painel consiste de um único design, mas as vezes vários designs são misturados em um único painel. Existem dois tipos de painel: Painel montado - geralmente chamados arrays (em série) - e fabricação de painéis de placas cruas. Os montadores geralmente montam os componentes no painel ao invés de PCIs únicas devido a eficiência. As fabricações de placas cruas sempre usam painéis, não somente para eficiência, mas por causa dos requisitos do processo de chapeamento. Portanto a fabricação de um painel pode consistir de um grupo de PCI's ou arrays, dependendo do que precisa ser entregue.
O painel é eventualmente quebrado em PCIs individuais; isto é chamado despanelização. A separação é geralmente assistida por perfurações em torno dos limites dos circuitos individuais, parecido com uma folha de selos postais. Outro método, que ocupa menos espaço, é recortar sulcos em forma de "V" por toda a dimensão do painel. As placas PCI são então quebradas nessas linhas de fraqueza. Hoje em dia a despanelização é geralmente feita com lasers que cortam a placa sem contato o que reduz o stress em circuitos frágeis.

### Padrão de cobre
O primeiro passo é replicar o padrão do sistema FAC do fabricante em uma máscara de proteção na camada da folha de cobre da PCI. Subsequentemente raspar o cobre não desejado. (alternativamente, uma tinta condutora pode ser espalhada numa placa em branco (não condutora). Esta técnica também é usada na fabricação de circuitos híbridos.
1. Silk Screen: usa uma tinta resistente a corrosão para criar a máscara de proteção;[13]
2. Fotogravação: usa uma fotomáscara e um revelador remove uma máscara sensível a UV. Técnicas de imagem direta são usadas as vezes quando é necessária uma alta resolução. Experimentos são feitos com resistência térmica;[14]
3. Fresamento de placas de circuito: impresso usa um sistema de fresa de dois ou três eixos mecânicos para recortar a folha de cobre de um substrato. Uma máquina de fresa (chamado "Prototizador PCI) opera de modo semelhante a uma plotter, recebendo comando do software que controla a posição da cabeça de corte no eixo "x", "y" e se relevante no "z".[15]

#### Alto volume
* Impressão a silk screen - Usada para PCIs com grandes características.
* Fotogravação ou Transferência de imagem por processo fotográfico- Usada quando as características de largura de trilhas e espaçamento entre as mesmos são muito finas e espeçamento muito pequenos. nestes casos este tipo de processo de faz necessário. Este processo é executado através da exposição por luz ultravioleta (expositora) através de um filme (Diazo) polimerizado a película fotossensível que está aplicada na superfície cobreada, Ou esta película foto sensível é polimerizada seletivamente através de um equipamento de transferência da imagem por lazer (LDI) " Lazer Direct Imagin ", este último é possível obter muito maior precisão

#### Baixo Volume
- Impressão em um filme transparente e usá-lo como máscara junto com placas fotossensíveis, então cauterizar. (Alternativamente usa-se um filme fotocortável).
- Abrasão resistente a laser.
- Fresagem PCI.

#### Artesanais
- Impressão resistente a laser: Impressão a laser em um papel de transferência, transferência por calor com um ferro ou laminador modificado em uma placa crua, banho mergulhado em água, adicionado marcadores e depois é cauterizado.
- Filme vinyl e resistente, marcador não lavável, e outros métodos. Intensivo trabalho, só é viável para placas individuais.[13][14][15]

### Processos subtrativos, aditivos e semiaditivos
Métodos subtrativos removem o cobre de uma placa inteira deixando somente o padrão de cobre desejado. Em métodos aditivos o padrão é posto usando eletro-placas em um substrato crú usando um processo complexo. A vantagem de métodos aditivos é que menos material é necessário e menos desperdício é produzido. No processo completo aditivo o laminado é coberto com um filme fotossensível que é exposto a luz por uma máscara. As partes expostas são sensíveis ao banho químico, geralmente contendo paládio e similares que fazem a área exposta capaz de prender íons de metais. O laminado é então chapeado com cobre nas áreas sensíveis. Quando a máscara é retirada a PCI está pronta.
Semiaditivo é o processo mais comum: a placa sem trilha já tem uma fina camada de cobre. Uma máscara reversa é aplicada (diferente da máscara do processo subtrativo, esta máscara expõe as partes do substrato que eventualmente se tornarão os traços). Cobre adicional é então chapeado nas partes sem máscara. Estanho-chumbo ou outras superfícies galvanizadas são aplicadas. A máscara é retirada e breves passos de fresagem removem os laminados de cobre não expostos da placa, isolando os traços individuais. Algumas placas de lado único que foram chapeadas com buracos são feitas assim. General Electric fez conjuntos de rádios ao consumidor nos anos 60 usando placas aditivas.
O processo semiaditivo é geralmente usado em placas de multicamadas já que facilita a colocação com os buracos para produzir vias condutivas na placa de circuito.

### Corrosão química
Corrosão química é geralmente feita com persulfato de amônia ou cloreto férrico. Para placas com buracos condutores, passos adicionais de depósito sem eletricidade são realizados depois que os buracos são feitos, então o cobre é colocado para definir a espessura,e depois é posto uma camada de estanho/chumbo. O estanho/chumbo se torna resistente deixando o cobre ser dissolvido fora.
O método mais simples, usado em produção de pequenas escalas e geralmente por hobby, é a imersão em uma solução abrasiva como cloreto férrico. Comparado aos métodos de produção em massa, o tempo de abrasão é longo. Calor e agitação podem ser aplicado ao banho para acelerar a taxa de corrosão. Na corrosão com bolhas, o ar passa pelo banho para agitar a solução e acelerar a corrosão. A corrosão por jato usa um motor para direcionar o jato corrosivo na placa, o processo se tornou comercialmente obsoleto pois não é tão rápido como a corrosão por spray. Na corrosão por spray, a solução corrosiva é distribuída na placa por bicos. Ajustes de padrão do bico, taxa de fluxo, temperatura, e composição do corrosivo costumam dar um controle previsível das taxas de corrosão e alto ritmo de produção.
Quanto mais cobre é consumido da placa, o corrosivo vai se tornando saturado e menos eficiente; diferentes corrosivos tem diferentes capacidades para cobre, alguns chegam a 150 g de cobre por litro de solução. No uso comercial, corrosivos podem ser regenerados para restaurar sua ação, e o cobre dissolvido recuperado e vendido. Corrosão em pequena escala necessita de atenção no descarte do corrosivo, que é toxico devido aos metais contidos.
A corrosão remove o cobre em toda a superfície exposta pelo agente resistivo. Pode ocorrer corrosão abaixo do agente resistivo o que pode causar circuitos abertos, o controle do tempo de corrosão é necessário para prevenir tal situação. Quando uma placa metálica é usada com agente resistor, podem deixar resíduos que podem causar curto circuitos entre linhas adjacentes quando muito perto uma das outras, os resíduos podem ser removidas com uma escovação depois da corrosão.

### Inspeção óptica automatizada das camadas internas
As camadas internas recebem uma inspeção completa antes da laminação porque erros subsequentes não podem ser corrigidos. A inspeção óptica escaneia a placa e compara com uma imagem digital gerada pelos dados do design.

### Laminação
Circuitos impressos de multicamadas tem trilhas dentro da placa. Isto é atingido laminando uma pilha de materiais em uma prensa aplicado pressão e calor por um período de tempo. Isto resulta em uma peça inseparável e única.

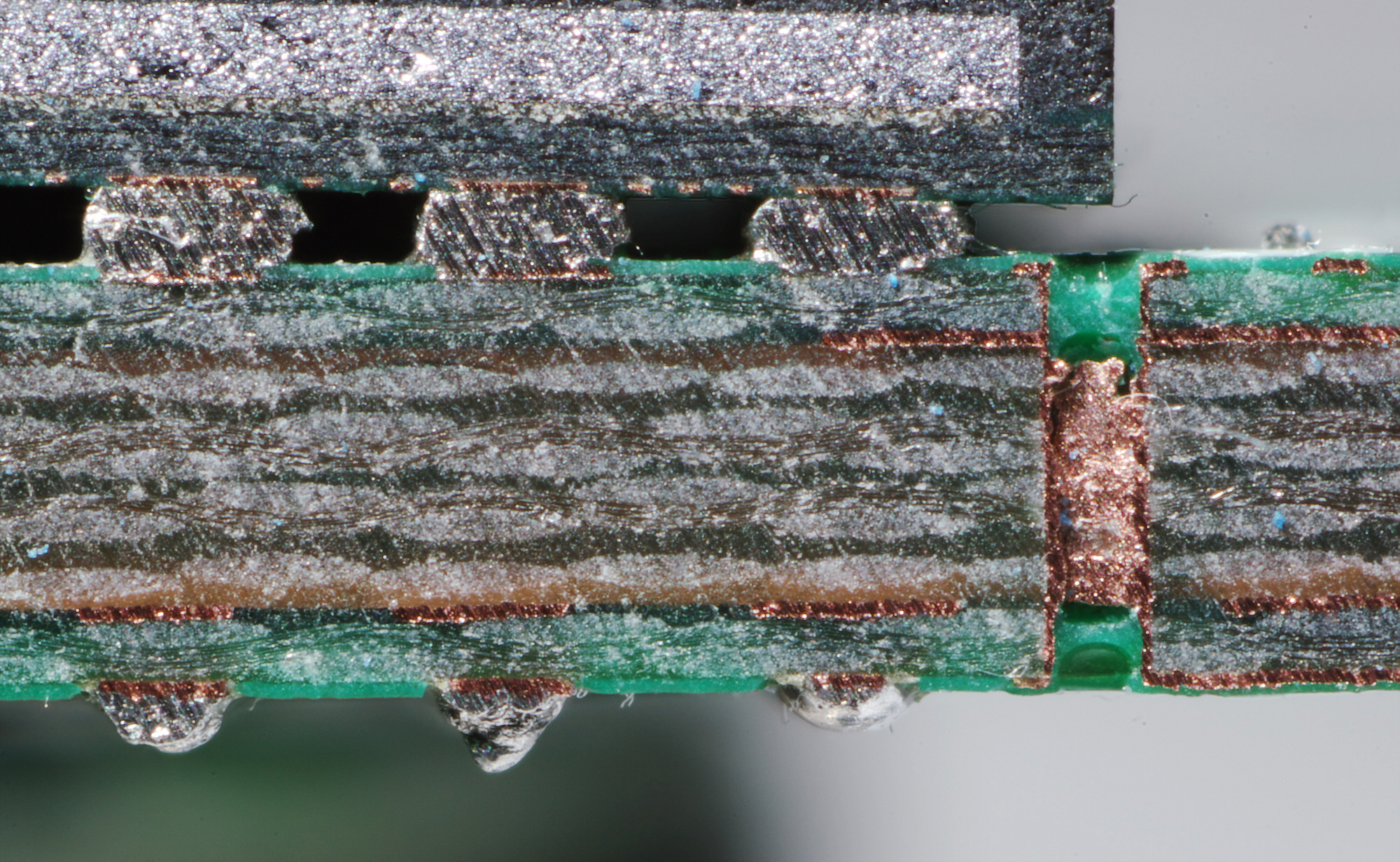
Divisões de uma placa de multicamadas

### Perfuração
Os buracos são geralmente feito por uma broca de pequeno diâmetro feitas de carboneto de tungstênio. Um revestimento de carboneto de tungstênio é recomendado já que muitos materiais de placas são muito abrasivos e a perfuração precisa de uma alta RPM e alta alimentação para ter um bom custo efetivo. As brocas de perfuração precisam permanecer afiadas para não danificar o circuito. Perfurar com aço em alta velocidade é inviável já que as brocas vão desgastar rapidamente e assim rasgar o cobre e danificar o circuito. A perfuração é feita com máquinas automáticas com os lugares de furo controlados por uma fita de furo, ou arquivo de furo. Estes arquivos gerados por computador são chamados numerically controlled drill (NCD), os arquivos descrevem a localização e tamanho de cada furo.
Os furos podem ser condutores, feito por galvanoplastia ou inserção de ilhós de metal (oco), para ligar eletricamente e termicamente as camadas da placa. Alguns orifícios condutores são destinados para a inserção de componente de passagem. Outros, tipicamente menores e usados para conectar camadas da placa, são chamados vias.
Quando vias muito pequenas são necessárias, a perfuração com brocas é cara devido a altas taxas de desgaste e quebra. Neste caso, as vias podem ser perfuradas a laser - evaporadas por lasers. Vias perfuradas por laser normalmente têm um acabamento de superfície inferior dentro do buraco. Estes furos são chamados micro vias.
Também é possível com perfuração de profundidade controlada, perfuração a laser ou por pré-perfuração das folhas individuais do PCI antes da laminação, para produzir furos que conectam apenas algumas das camadas de cobre, ao invés de passar por toda a placa. Esses furos são chamados de vias cegas quando conectam uma camada interna de cobre a uma camada externa, ou vias enterradas quando conectam duas ou mais camadas internas de cobre e sem camadas externas.
As paredes de furo para placas com duas ou mais camadas podem ser feitas condutoras e então galvanizadas com cobre para formar furos banhados. Esses furos conectam eletricamente as camadas condutoras do PCI. Para placas multicamadas, aquelas com três camadas ou mais, a perfuração produz tipicamente um resíduo dos produtos de decomposição a alta temperatura do agente de ligação no sistema laminado. Antes que os furos possam ser banhados, estes resíduos devem ser removidos por um processo químico de desmoldagem, ou por corrosão com plasma. O processo de desmagnetização assegura que uma boa conexão é feita às camadas de cobre quando o furo é chapeado completamente. Em placas de alta confiabilidade um processo chamado etch-back é realizado quimicamente com permanganato de potássio à base de corrosivo ou plasma. O corrosivo remove a resina e as fibras de vidro de modo que as camadas de cobre se estendem para dentro do orifício e à medida que o orifício é chapeado tornam-se integrais com o cobre depositado.

### Chapeamento e revestimento
PCIs são banhados com solda, estanho ou ouro sobre o níquel como um agente resistor à corrosão para corroer o cobre subjacente desnecessário.
Depois que as PCI's são gravadas e banhadas com águas, a máscara de solda é aplicada, e em seguida, qualquer cobre exposto é revestido com solda, níquel/ouro ou algum outro revestimento anticorrosivo.
É importante usar a solda compatível com a PCI e as peças usadas. Um exemplo é a BGA usando bolas de solda de estanho-chumbo para conexões perdendo suas bolas em traços de cobre cru ou usando pasta de solda sem chumbo.
A migração eletroquímica é o crescimento de filamentos metálicos condutores em uma placa de circuito impresso sob a influência de um viés de tensão DC. Prata, zinco e alumínio são conhecidos por formar linhas sob a influência de um campo elétrico. A prata também cria caminhos condutivos na presença de haleto e outros íons, tornando-se uma má escolha para uso eletrônico. Estanho também cria trilhas devido à tensão na superfície chapeada. Estanho-chumbo ou solda revestida também cria trilhas, apenas reduzido pela porcentagem de estanho substituído. Reflow para fundir a solda ou a placa do estanho para aliviar o stress de superfície reduz a incidência do das trilhas criadas com condução. Outra questão de revestimento é a praga de estanho, a transformação do estanho em um alótropo em pó a baixa temperatura.

### Aplicações de resistentes a solda
As áreas que não devem ser soldadas podem ser cobertas com máscara de solda.Um revestimento fotossensível é aplicado à superfície da placa, depois exposto à luz através da película/máscara e finalmente as áreas não expostas são retiradas. A máscara usada é semelhante ao filme usado para o chapeamento ou gravura da placa. Uma vez comum, mas não mais comumente usados por causa de sua baixa precisão e resolução. A resistência da solda também fornece proteção contra o ambiente.

### Teste de placas
Placas não montadas são geralmente testadas para procurar aberturas e curtos. Um curto é uma conexão entre dois pontos que não deveria existir e a abertura é uma conexão faltando que deveria existir. Para uma produção de alto volume um adaptador com uma agulha rígida é usado para fazer contato com ás áreas de cobre na placa, porém tem um custo fixo por placa, por isso esse método só é viável para produções de alto valo ou volume. Para pequenos e médios volumes é usado testadores flutuantes com controladores de eixos, “x”,”y” e “z” para fazer contato com a placa. O teste é realizado aplicando voltagem a cada ponto de contato e verificando se ela chega no ponto de destino.

### Montagem
Na montagem a placa é preenchida com os componentes elétricos para formar uma placa de circuito impresso funcional. Na montagem em placas com furos, os componentes são inseridos nos mesmos envoltos por condutores, os furos mantêm os componentes no lugar. Na montagem de placas com componentes na superfície, os mesmo são colocados em alinhados com os condutores e uma pasta de solda, previamente aplicada na placa segura os componentes no lugar. Caso a montagem tenha que ser feita dos dois lado, os componentes são primeiros colados na placa e depois soldados.
Existe uma variedade de técnicas de solda usadas para anexar os componentes na placa. Na produção de alto volume geralmente é feito com uma máquina que pega e coloca os componentes e depois os solda, mas técnicos habilidosos também conseguem soldar partes muito pequenas a mão com um microscópio, usando pinças uma ponta de solda muito pequena para protótipos de pequeno volume. Algumas partes não podem ser soldadas a mão, como BGAs.
Geralmente a solda com furos e superficial devem ser combinadas em uma única montagem porque alguns componente só estão disponível para montagem superficial e outros só por furos. Outro motivo é porque a solda com furos da mais força para componente resistirem ao stress físico, enquanto componentes que não ficaram expostos ao toque são soldados na superfície por usarem menos espaço.
Depois que a placa é montada ela pode ser testada de vários modos:
- Enquanto desligada: Inspeção visual, Inspeção ótica automatizada, análise de assinatura analógica.
- Enquanto ligada: Testes dentro do circuito onde medições físicas podem ser feitas (como exemplo a voltagem).

Para facilitar estes teste a placa pode ser feita com áreas extras para conexões temporárias serem feitas. Algumas vezes essas áreas devem ser isoladas com resistores. O teste dentro do circuito também pode ser feito usando um scanner de limites em alguns componentes e também para programar componentes de memória não voláteis na placa.
No scanner de limites é feito um teste em vários CIs na placa formando conexões temporárias para verificar se os mesmo estão funcionando corretamente. Isso é feito usando configurações de teste padrões , sendo o mais comum o teste de juntas (JTAG- Joint Test Action Group) cuja arquitetura permite testar interconexões entre circuitos na placa sem usar pontas de prova físicas. As ferramentas do vendedor de JTAG fornecem vários tipos de estímulos a algoritmos sofisticados, não somente para detectar redes de falha, mas também para isolar as falhas para redes específicas, dispositivos e pinos.
Quando uma placa falha no teste, os técnicos podem dessoldar e substituir os componentes que estão falhando, uma tarefa conhecida como retrabalho.

### Proteção e embalagem
PCIs feitos para ambientes extremos geralmente tem um revestimento “conformal” que é aplicado mergulhando depois dos componentes terem sido soldados. O revestimento previne a corrosão e vazamentos de corrente por condensação. Os revestimentos modernos são geralmente mergulhados em solução de silicone, poliuretano, acrílico ou epóxi. Outra técnica para a aplicação do revestimento é a pulverização do plástico em uma câmara a vácuo. A desvantagem do revestimento é que a manutenção da placa fica extremamente difícil.

## Multiwire boards
O Multiwire é uma técnica patenteada de interconexão que usa fios isolados em roteamento de máquina embutidos em uma matriz não-condutora (muitas vezes resina de plástico). Foi usado durante as décadas de 1980 e 1990. (Kollmorgen Technologies Corp, Patente U.S. 4 175 816 arquivada em 1978) Multiwire ainda está disponível em 2010 através da Hitachi. Existem outras tecnologias de cablagem discreta competitivas que foram desenvolvidas (Jumatech, folhas em camadas).
Uma vez que era muito fácil empilhar interconexões (fios) dentro da matriz de inclusão, a abordagem permitiu que os designers esquecer completamente sobre o roteamento de fios (geralmente uma operação demorada de design dos circuitos impressos): Em qualquer lugar que o designer precisa de uma conexão, a máquina vai Desenhar um fio em linha reta de um local / pino para outro. Isso levou a tempos de projeto muito curtos (sem algoritmos complexos para usar mesmo para projetos de alta densidade), bem como crosstalk reduzido (o que é pior quando os fios correm paralelos uns aos outros - o que quase nunca acontece em Multiwire), embora o custo é muito alto Para competir com tecnologias de circuito impresso mais baratas quando grandes quantidades são necessárias.Correções podem ser feitas para uma placa Multiwire mais facilmente do que para um circuito impresso.

## Construção de Cordwood
A construção de Cordwood pode economizar espaço significativo e foi frequentemente usada com componentes com terminação de arame em aplicações onde o espaço era premiado (como fusíveis, guias de mísseis e sistemas de telemetria) e em computadores de alta velocidade, onde traços curtos eram importantes. Na construção de Cordwood, os componentes com chumbo axial são montados entre dois planos paralelos. Os componentes são soldados em conjunto com jumper wire, ou podem ser conectados a outros componentes por um fina fita de níquel soldada em ângulos retos sobre o componente .Para evitar o encurtamento de diferentes camadas de interconexão, coloca-se placas de isolamento finas entre elas. Perfurações ou furos nas placas permitem que os componentes passem para a próxima camada de interconexão. Uma desvantagem deste sistema era que os componentes especiais de níquel-chumbo tinham de ser utilizados para permitir que as soldaduras de interligação fossem feitas. A expansão térmica diferencial do componente pode exercer pressão sobre as derivações dos componentes e os traços de circuitos impressos e causar danos físicos (como se viu em vários módulos no programa Apollo). Além disso, os componentes localizados no interior são difíceis de substituir. Algumas versões da Construção de Cordwood usam circuitos impressos unilaterais soldados como o método de interconexão, permitindo o uso de componentes com chumbo normal.

## Multilayers
São chamados de Placas de Circuito impresso Multicamadas (multilayers) as placas que possuem 4, 6, 8 ou mais faces condutoras. Uma das suas principais funcionalidades é a redução do ruído originado pela Interferência eletromagnética, possibilitando assim equipamentos cada vez menores e com circuitos integrados novos (que apenas estão disponíveis em encapsulamento BGA).
Os campos eletromagnéticos gerados por correntes que circulam na superfície de placas convencionais de face simples ou dupla e que emanam por todo o ambiente não são guiados por um condutor de retorno controlado (um plano de referência de terra). Este pode ser apontado como o grande problema das placas dupla face ou face simples. Mais do que isso até, não só não voltam para o terra, como tendem a interferir em circuitos adjacentes. Essa interferência pode causar mau funcionamento. Esse fenômeno de indução indesejada é conhecido como crosstalk. Muitos desses campos também irradiam para a superfície de toda a placa e também para todo o ambiente ao redor. Se acoplada a uma trilha de um circuito próximo, pode amplificar o sinal que passa por ela, pois usa a placa como uma grande antena. E quanto maior for a trilha e maior for seu loop, maior é essa amplificação e o prejuízo para o sistema e ambiente ao redor.

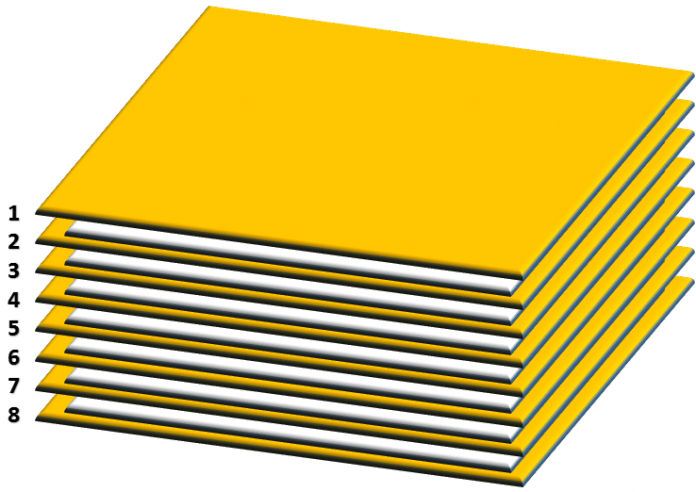
A imagem mostra oito diferentes camadas em uma placa de circuito impresso.

A principal proposta das placas de circuito impresso multicamadas é de planos de terra e alimentação nos planos no meio da placa. Os retornos de corrente para circuitos em placas multilayers são bem curtos, se o layout é feito de forma que o terra vá direto do fim do circuito para camada de terra. Dizemos que esse terra é “forte” pois não permite que correntes indesejadas fiquem “passeando” pela placa, acoplando em outros circuitos e causando interferências, “sujando” o ambiente com radiação eletromagnética indesejada e atrapalhando sinais fundamentais para o funcionamento dos circuito da placa. Esse é um dos motivos pelos quais é recomendado que os planos de terra e alimentação sejam colocados entre layers, no interior da placa de circuito impresso.
A utilização de placas de circuito impresso multicamadas nos permite fazer com que a corrente retorne ao terra por um caminho menor, conforme explicado acima. Isso diminui também a susceptibilidade dos circuitos eletrônicos a Interferências eletromagnéticas (EMI) externas.
O uso de planos de alimentação e terra também diminui a impedância na distribuição de energia, essencial para um bom desacoplamento da fonte de alimentação.
Colocar os sinais entre os planos de terra e alimentação é uma ótima ideia pois esses layers agem como um escudo contra radiação externa (principalmente proteção contra descargas eletromagnéticas - ESD) e também reduzem a radiação emitida pelos sinais que percorrem essas vias. Ou seja, a emissão medida do lado de fora do equipamento é bem menor. Equipamentos que passam por certificação precisam de tal rigor. Em laboratórios regulamentados pode-se verificar a quantidade de emissão de determinados equipamentos eletrônicos que, muitas vezes precisam ser certificados.
São comuns atualmente placas de circuito impresso com 4, 6 e 8 layers. Placas com mais layers são encontradas em Motherboards e equipamentos mais sofisticados.
Em circuitos de alta velocidade é comum se empregar placas multicamadas, pois os outros tipos apresentam maior influência do efeito de acoplamento por impedância-comum. É recomendado que as trilhas em camadas subsequentes sejam traçadas formando ângulos de 90°, diminuindo os acoplamentos indesejáveis dos sinais.

## PCI Universal
A placa de circuito impresso universal trata-se de uma placa isolante que apresenta em sua superfície trilhas condutoras, que representam o circuito em que serão soldados os dispositivos eletrônicos. Essa peça foi fabricada com alta tecnologia e está substituindo com eficiência as antigas pontes de terminais, e utilizada nos mais diversos setores que empregam tecnologia eletrônica, como a:
- Informática;
- Telecomunicações;
- Aeroespacial;
- Médico-hospitalar;
- Entretenimento;
- Defesa militar;
- Automotivo;
- Entre outros.

A placa de circuito impresso é fabricada de acordo com o projeto apresentado pelo cliente, e em sua confecção são utilizadas apenas matérias-primas de qualidade comprovada, oferecidas por fornecedores homologados em conformidade com um rígido sistema de qualidade.

## Reciclagem de PCI's
As placas de circuito impresso estão presentes em praticamente todos os equipamentos da indústria de eletroeletrônicos. O material que compõe a base, chamada laminado, de uma placa de circuito impresso, pode ter diferentes composições, alguns exemplos são: fenolite (papelão impregnado com uma resina fenólica), fibra de vidro, composite (mistura de resina fenólica com a fibra de vidro) e cerâmicos. O laminado é recoberto por uma fina camada de cobre, sobre a qual são montados os componentes eletrônicos. As conexões entre os componentes ocorrem do lado recoberto com cobre através de caminhos condutores.
Os equipamentos eletrônicos contêm várias frações de materiais valiosos sendo que a maioria destas substâncias está nas placas de circuito impresso. As quantidades de metais valiosos são significativas considerando-se, por exemplo, que a concentração de ouro existente na PCI é superior à encontrada no minério de ouro bruto
O tratamento de uma placa de circuito impresso (PCI) é complexo, assim, várias tecnologias têm sido desenvolvidas ou aprimoradas para a reciclagem deste componente. Os processos para reciclagem de uma PCI podem ser mecânicos, químicos ou térmicos. Os principais processos são os mecânicos (cominuição, classificação e separação), pirometalúrgicos, hidrometalúrgicos, eletrometalúrgcos e biometalúrgicos. Dentre os tratamentos possíveis, o tratamento mecânico é o menos agressivo ao meio ambiente e aos seres humanos por gerar menos resíduos contaminantes.
As diferenças na gestão do lixo eletrônico entre os países desenvolvidos e os emergentes são visíveis. Países da África, Ásia e América Central e do Sul não possuem estratégias e tecnologias para o recolhimento e tratamento do lixo eletrônico. No Brasil são poucas as empresas especializadas na reciclagem de equipamentos eletrônicos e a completa reciclagem do lixo eletrônico ainda não ocorre no país. As placas de circuito impresso são trituradas e exportadas para outros países, tais como Canadá, Bélgica e Cingapura. O refino dos metais não é feito no Brasil, pois necessita alto investimento financeiro e uma grande quantidade de sucata para se tornar economicamente viável. Dos diversos processos e tecnologias utilizadas no tratamento do lixo de informática, a parte mais complexa e cara é a recuperação dos metais presentes nas placas de circuito impresso, pois envolve processos metalúrgicos que demandam uma elevada quantidade de energia. Portanto, os processos mecânicos, que são mais baratos que os processos metalúrgicos, utilizam equipamentos mais simples e de mais fácil operação, são os realizados no Brasil. Através do processamento mecânico pode-se obter um concentrado de metais que ultrapassa os teores de metais presentes nos respectivos minérios. Por exemplo, após as etapas de cominuição e classificação granulométrica das PCIs obtém-se uma fração de concentrado com cerca de 24% de cobre, enquanto que no minério o valor varia de 1 a 3% de cobre. Obtido o concentrado de metais este pode, então, ser vendido para uma metalúrgica para o devido refino.